# Courcelles (Belgique)
Pour les articles homonymes, voir Courcelles.
Ne doit pas être confondu avec Koersel.
Courcelles (en wallon Courcele) est une commune francophone de Belgique située en Région wallonne dans la province de Hainaut, ainsi qu’une localité où siège son administration.

## Toponymie
Le nom Courcelles proviendrait probablement de Curticella ou Curtis, désignant une contrée ou un lieu dédié à l'exploitation agricole.

## Géographie

### Hydrographie
Courcelles est traversé par neuf cours d'eau,:
- le canal Bruxelles-Charleroi qui se jette dans la Sambre à Dampremy.
- le Piéton qui suit le canal Bruxelles-Charleroi.
- le Justice qui se jette dans le Fontaine-aux-Crapauds.
- le Fontaine-aux-Crapauds qui se jette dans le Piéton.
- le Bosquet-Grégoire qui se jette dans le Fontaine-aux-Crapauds.
- le Wartonlieu qui se jette dans le Piéton.
- le Hannoy qui se jette dans le Claire-Fontaine.
- le Claire-Fontaine qui se jette dans le Moulin de Souvret (Rianwelz).
- le Moulin de Souvret (Rianwelz) qui se jette dans le Piéton à Roux .

### Sections de la commune
| # | Nom             | Superf. (km2) | Habitants (2020) | Habitants par km2 | Code INS |
| - | --------------- | ------------- | ---------------- | ----------------- | -------- |
| 1 | Courcelles      | 15,29         | 16.988           | 1.111             | 52015A   |
| 2 | Souvret         | 3,80          | 4.140            | 1.090             | 52015B   |
| 3 | Trazegnies      | 8,92          | 6.711            | 753               | 52015C   |
| 4 | Gouy-lez-Piéton | 16,53         | 3.348            | 203               | 52015D   |

### Communes limitrophes
| Seneffe                 | Pont-à-Celles     |           |
| Chapelle-lez-Herlaimont | Courcelles        | Charleroi |
|                         | Fontaine-l'Evêque |           |

### Présentation
Avec une superficie de 44,24 km2 et 31 309 habitants (au 1/1/2018), Courcelles est une des cités importantes du bassin carolorégien et elle a, à ce titre, largement contribué au développement industriel de la région.

### Géologie
Le relief de Courcelles se distingue par une succession d'ondulations créant cinq dépressions ou vallées, disposées du nord au sud. La première, appelée Claires-Fontaines, s'étire vers l'est, regroupant les autres à sa base. Ensuite viennent les vallées du Chenoit, de Forrière, de la rue Royale, et enfin celle de la rue Friot. À l'exception de la vallée du Chenoit, toutes prennent leur source sur le plateau de Sart-lez-Moulin.
D'un autre côté, le « Trieu » se trouve au sommet d'un mamelon, avec des terrains en pente qui descendent vers Rianwelz, Miaucourt et Wartonlieu. Au nord, le paysage s'étale en plateau vers Hamal, le Brébant, Reguignies, avant de s'élever doucement vers le petit Courcelles et les champs de la Croisette.
Les altitudes du sol de Courcelles, par rapport au niveau de la mer, sont les suivantes pour les principaux points de la commune : église Saint-Lambert 169,09 m, seuil des écoles Trieu 166,59 m, canal de la Motte (route) 115,21 m, station de Courcelles-Centre 140 m, jonction des rues Coupe et Rianwelz 145,81 m, quatre chemins de Forrière 175,77 m, sommet de la rue de Forchies 187 m, pont du numéro 6 au-dessus du chemin de fer 161 m, pont du chemin de fer rue de Gouy 165,57 m, ferme de Grand Hamal 145 m, quatre chemins de Wartonlieu 155 m, Bon pont 129,92 m.

#### Sous-sol
Le sous-sol de Courcelles est composé d'argile et de sable. Dans les régions basses et près des cours d'eau, on trouve des alluvions modernes. Le sable couvre le sol au-dessus de 140 mètres d'altitude, tandis qu'en dessous, on rencontre des argiles yprésiennes ou bleues, dont l'épaisseur varie entre 1 et 36 mètres. Les eaux contenues dans le sable glissent sur cette couche imperméable et émergent en certains endroits pour former des sources.
Courcelles se situe à l'extrémité nord du bassin houiller. Les veines de charbon émergent à plusieurs endroits, ce qui a permis les premières exploitations par cayat. Le grès houiller est visible au Brébant, où les parties superficielles sont exploitées.

### Morphologie urbaine

#### Quartiers
Courcelles-Centre, Sarti ou Sarty, Petit-Courcelles, Le Trieu, La Motte, Miaucourt, Forrière, Reguignies, Wartonlieu, La Glacerie et Rianwelz.

#### Lieux-dits
Les Goutteaux, Nouveau Monde, Bois du Sart, Le Sècheron, Benne sans Fosse, Le Hannoy, Les Fonds du Corbeau, Braibant, Bon Pont, Mandat, Sainte-Rosette, Clos du Pèlerin, Le Nord, Scaud, La Tannerie, Taillis, Champ Falnuée, Trieu des Agneaux, Les Culots, Les Gaux, Hulet, Basse Hollande, Wilbauroux et La Jonquière.

#### Cités
Cité André Renard, Cité Gueméné Penfao, Cité René Thône, Cité Constant Druine, Cité du Confort et Cité Spartacus Hart.

## Démographie

### Démographie: Avant la fusion des communes
- Source: DGS recensements population

### Démographie: Commune fusionnée
En tenant compte des anciennes communes entraînées dans la fusion de communes de 1977, on peut dresser l'évolution suivante :
Les chiffres des années 1831 à 1970 tiennent compte des chiffres des anciennes communes fusionnées.
- Source: DGS , de 1831 à 1981=recensements population; à partir de 1990 = nombre d'habitants chaque 1er janvier[8]

## Histoire

### Origines
Courcelles aurait émergé au lieu-dit « Marais Colau », où un atelier de pierres et d'outils datant de la Préhistoire a été mis au jour.
À l'époque gallo-romaine, Courcelles appartenait à un vaste domaine traversé par le Piéton, qui englobait les territoires de Roux, Jumet, Ransart, Gosselies, Souvret et Thiméon. Un village gallo-romain s'est par la suite développé rue de Viesville. Trazegnies possède également une histoire romaine, avec la découverte des vestiges d'une villa construite entre 268 et 275
En 1873, on découvrit quatre vases et quatre tuiles romaines, puis en 1876, un cimetière belgo-romain fut mis au jour. En 1877, des membres de la Société d'Archéologie de Charleroi découvrirent des sépultures. Certaines tombes étaient remplies de vases et d'autres objets funéraires, tandis que celles des plus pauvres n'en contenaient que quelques-uns. Dans la première tombe, on trouva une cruche et huit soucoupes empilées, la plus luxueuse étant d'une fine couleur noire, qui renfermait encore des cendres et des clous oxydés.
En août 1884, près de l'ancien cimetière romain et à environ 300 ou 400 mètres de celui-ci en direction de Trazegnies, on a découvert, à une profondeur de 0,60 mètre, un pavement constitué de gros moellons maçonnés. En son centre se trouvait un puits très profond, d'un diamètre de 1,20 mètre, admirablement construit. Il est supposé romain et composé de moellons calcaires taillés avec précision, présentant un parement concave pour le cintrage du puits.

### Moyen Âge
Les premiers documents mentionnant l'existence de Courcelles remontent à l'an 960,.
Les seigneuries de Courcelles-Erguignies, Rianwelz et Hamal sont des fiefs distincts. Vers l'an 900, Rianwelz dépendait du comté de Namur, dont les origines sont apparemment obscures, ne devenant claires qu'au Xe siècle. Un comte de Lomme nommé Béranger est mentionné vers 908 comme possesseur des terres. Il fut suivi par Robert 1er, puis par son fils Albert 1er. Selon l'histoire, ce dernier eut deux fils : Robert II et Albert II. Albert II mourut en 1064, laissant deux fils : Albert III et Henri. Albert III obtint le comté de Namur ; doté d'un esprit chevaleresque, il participa à de nombreuses guerres, notamment contre Godefroid de Bouillon. Il mourut en 1108, et son fils Godefroid lui succéda. Le successeur de Godefroid fut Henri l'Aveugle, qui assiégea le château de Bouillon. Sa vie fut remplie de batailles ; marié deux fois, il n'eut qu'une fille de son second mariage. En 1192, alors qu'Henri vivait encore (il mourut en 1196), l'empereur transforma le comté de Namur en marquisat et l'attribua à Baudouin V de Hainaut, neveu d'Henri l'Aveugle. Ce dernier avait cédé la seigneurie de Courcelles à Anciau, qui prit le nom d'Anciau de Courcelles. Rianwelz, avec les autres seigneuries de Namur, passa dans la maison de Hainaut.
Après la mort de Baudouin V, le marquisat de Namur et ses seigneuries passèrent au second fils de ce prince, Philippe de Courtenay, surnommé « le Noble », et devinrent des fiefs du Hainaut. Cependant, des différends surgirent au sujet des terres de Rianwelz et, en 1236, une paix fut conclue par Ostes, seigneur de « Ruiantweyes », et l'abbaye de Bonne Espérance, restituant ce fief à la comtesse de Hainaut-Flandre-Namur.
Courcelles est mentionné dans le mandement de Nodger en 980, et certains documents de l'époque rapportent que l'abbaye de Lobbes recevait les offrandes des paroisses de Fleurus, dont Courcelles faisait partie. Le comté de Namur possédait les fiefs de Rianwelz et Erguignies, tandis que Courcelles et Hamal dépendaient de Bonne-Espérance. En 1257, des conflits éclatèrent entre les habitants de Courcelles et les religieux de Bonne-Espérance concernant le bois de Miaucourt et la ferme, notamment sur le territoire et les droits d'usage, comme les pâturages et les profits liés aux arbres morts ou abattus par les vents, sur 62 bonniers près de la cense de Miaucourt.
Un accord fut conclu, permettant aux Courcellois d'obtenir 12 bonniers qui devinrent des terrains communaux. De plus, une quarantaine de bonniers furent retirés aux seigneurs de Rianwelz, vers 1450, en guise de gage de tranquillité. Ces terres formèrent les biens communaux connus sous le nom de « Les communes ».

### Époque contemporaine
Des discussions ont eu lieu avec les religieuses de Bonne-Espérance concernant des ponts au-dessus de certains chemins, des réparations de l'église et la levée de la dîme sur les bonnes terres, où les Courcellois ont souvent obtenu gain de cause. La petite chapelle située en haut de Courcelles fut démolie, et à son emplacement, les religieux de Bonne-Espérance construisirent une église de style roman. La paroisse de Courcelles s'étendait jusqu'à Souvret, dont la communauté fut établie le 8 février 1491 par la duchesse Marguerite d'York.
Sous le règne de Charles-Quint, des chartes générales furent instaurées. Selon celles promulguées les 1er octobre et 5 mars 1525, les religieux de Bonne-Espérance étaient autorisés à percevoir la dîme sur le territoire de Courcelles.
En 1556, plusieurs habitants de Courcelles rejoignirent l'infanterie et se firent remarquer comme combattants. Un registre communautaire rapporte qu'à la Saint-Thomas, sur ordre des mayeurs et échevins, du blé, du bois et des chaussures furent distribués aux pauvres touchés par les grandes difficultés de l'époque. En 1674, les troupes espagnoles étaient stationnées à Piéton, l'armée hollandaise à Nivelles, tandis que les Français occupaient Charleroi.
En 1672, le Prince Charles de Lorraine fit halte au château de Rianwelz, alors qu'il se rendait avec ses troupes à Namur. On raconte qu'en traversant le pont de "Bon Pont", les soldats l'ont endommagé, et le maïeur Rachart Laurent n'eut que deux heures pour le réparer.
Le 24 février 1673, les Hollandais envahirent le village de Courcelles. Le seigneur Jean de la Hamaide, incapable de maintenir la paix, laissa le sous-lieutenant Adam et son fils, à la tête de dix soldats de Charles de Lorraine, rétablir l'ordre. Tout au long de l'année 1673, les troupes restèrent présentes, et les villageois montaient la garde à tour de rôle depuis le clocher de l'église. Le guetteur annonçait les événements importants, et à la moindre alerte, les habitants fuyaient dans les vallées boisées de Miaucourt et de Rianwelz avec leur bétail et leurs provisions. La population, qui ne comptait qu'environ 300 âmes, vit cette année-là l'arrivée d'une marquise à la cour d'Amal, une seigneurie au nord de Courcelles mentionnée dès 1145.
Le 7 janvier 1790, tous les citoyens en état de porter les armes furent rassemblés. Courcelles, Rianwelz et Hamal faisaient partie du canton de Mariemont, avec dix autres localités. Un commandant fut nommé par canton, ainsi qu’un capitaine, un lieutenant et un sous-lieutenant pour chaque village. Au premier signal, il fallait se regrouper près de l’église pour partir vers Mariemont. Chaque volontaire recevait 10 sous par jour. La commune avait mobilisé 42 hommes, arborant une banderole indiquant Courcelles. Le 30 octobre 1790, l’Empereur proposa la paix aux Belges, et le 25 novembre, un congrès reconnut Charles comme héritier des provinces belges, à nouveau sous domination impériale autrichienne. La guerre entre la France et l’Autriche en 1792 aggrava encore la pauvreté des habitants. Le général français Dumouriez vainquit les Autrichiens à Jemappes et conquit les provinces. Le 18 mars 1793, les Français furent battus à Neerwinden et se retirèrent de Belgique, laissant le pays inondé d’assignats. En 1794, les Français remportèrent finalement une victoire à Fleurus. À partir de ce moment, Courcelles, Rianwelz et Hamal furent définitivement unis sous le nom de Mairie de Courcelles.
Pendant la guerre de 1814, de nombreux soldats russes malades ou blessés furent laissés dans les villages. Une douzaine restèrent à Courcelles, et deux voituriers furent chargés de transporter ces malades à Châtelet. Arrivés à Gilly avec le second convoi, ils abandonnèrent les malades pour aller s'amuser dans les cabarets. La commune dut alors désigner deux autres voituriers pour remplacer les déserteurs. Ces derniers furent punis par une triple corvée et contraints de payer deux garnisaires pour une durée de huit jours, suivant l'ordonnance du sous-intendant De Glimmes du 9 septembre 1814.
Le 11 mai 1815, le commissaire général des armées prussiennes demanda au maire de Courcelles de mobiliser 8 bûcherons pour couper et préparer le bois nécessaire au chauffage des troupes stationnées dans les plaines de Fleurus. Chaque ouvrier devait apporter une hache, un coing et une serpette ou un courbet. Chaque brigade de 4 hommes devait être équipée d'une recepperesse et d'un marteau lourd, appelé massue. Le lendemain, les 8 bûcherons de Courcelles se rendirent chez le garde Cheval Paris, résidant à la Bassée à Jumet, et partirent ensuite avec les bûcherons de Jumet vers le bois de Gosselies.
La guerre de 1815 avait entraîné des réquisitions totalisant 9 466 florins, et 169 familles avaient été durement touchées, selon le rapport. Après le conflit, les champs de bataille furent parcourus par des individus récupérant tous les objets militaires et effets abandonnés. Beaucoup de Courcellois se retrouvèrent ainsi en possession de cuirasses, fusils, etc. Un commerce s’organisa rapidement, certains marchands rachetant ces objets pour 3 francs pièce.
Le sol de Courcelles regorgeait de charbon, et certaines familles en profitaient pour exploiter et vendre la terre-houille.
Le 31 mai 1826, entre 3 heures et 3 heures et demie de l'après-midi, une grêle d'une violence extrême s'abattit sur une partie du territoire de Courcelles.
En 1830, la commune envoya 18 soldats équipé plus une série de volontaires, au nombre de neuf. Ils allèrent avec ceux de Gosselies former une compagnie pour chasser les hollandais à Bruxelles.

En 1818, le canal de Charleroi-Bruxelles est construit, entraînant le détournement de la rivière du Piéton. Dès 1820, il permet le transport de marchandises par voie d'eau. Aux alentours de 1840, la ligne de chemin de fer reliant Braine-le-Comte à Namur passe par la station de Gosselies-Courcelles, aujourd'hui appelée gare de Courcelles-Motte.

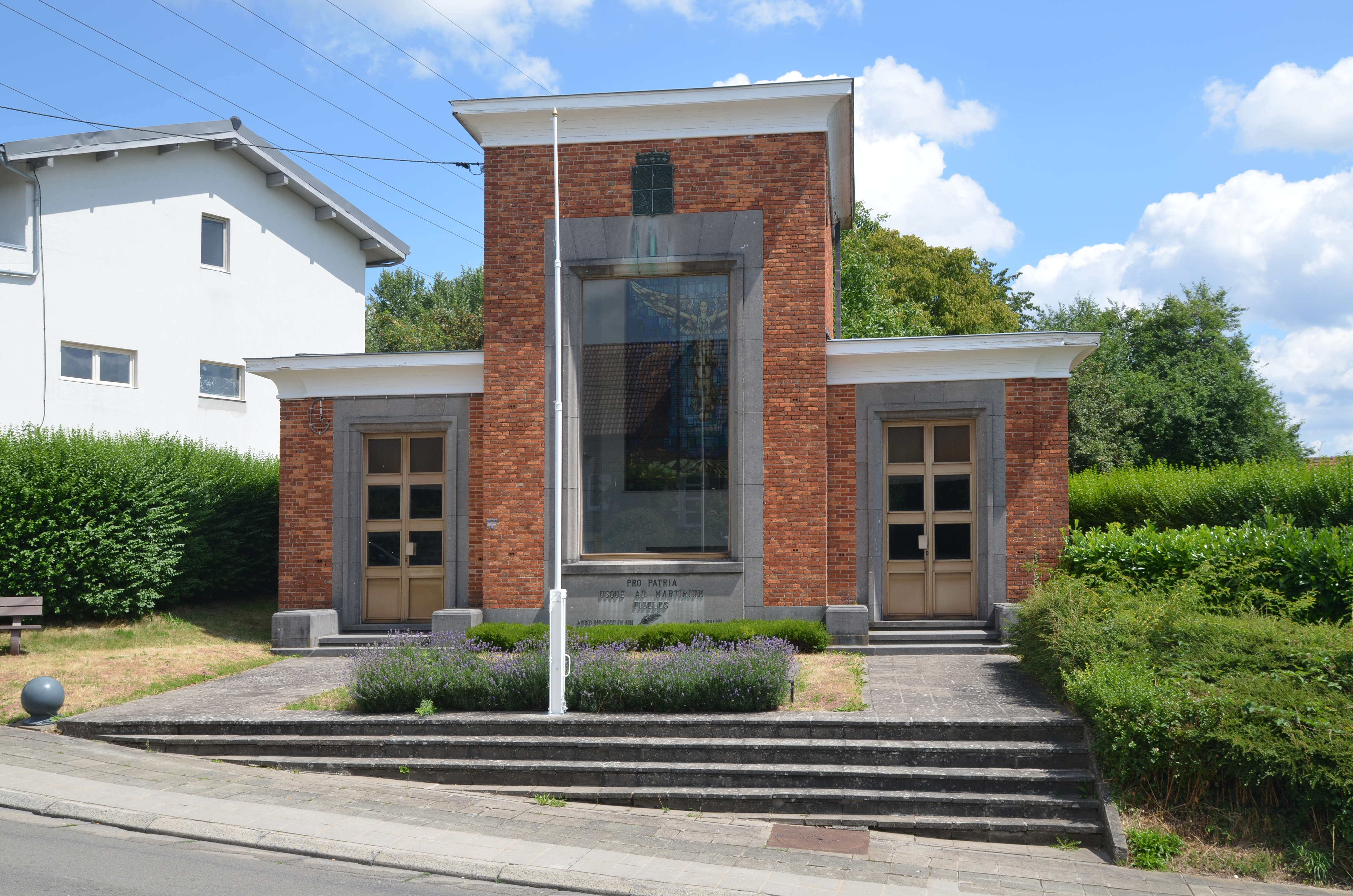
Monument en souvenir des victimes de la tuerie de Courcelles le 18 août 1944, au lieu-dit du Rognac.

Les 19 et 20 août 1914, les dragons français, avec leurs batteries, se replièrent depuis l'est sous la pression ennemie, et vinrent camper à Courcelles. Ils furent accueillis chaleureusement, et on refusait encore de croire à une avancée allemande, car les journaux assuraient que Liège résistait toujours. Le 21 août au matin, plusieurs trains chargés de munitions, de provisions et de chevaux arrivèrent à la gare de Courcelles-Centre ; les déchargements furent effectués rapidement, sous le grondement du canon et le bourdonnement des avions. À 14 heures, les trois compagnies de la garde civique furent dissoutes ; les armes et munitions furent entreposées dans la salle des fêtes de l'hôtel de ville.
À l'aube du samedi 22, les uhlans allemands arrivèrent de Pont-à-Celles et de Viesville, empruntèrent le chemin de l'hôtel de ville, traversèrent la rue du Temple et continuèrent par la rue de Marchiennes en direction de Roux. Les sentinelles françaises venaient de se retirer il y a quelques minutes à peine, certaines étant même poursuivies de près par l'ennemi. Peu après, l'infanterie allemande, accompagnée de la cavalerie et de l'artillerie, déboucha de Pont-à-Celles et de Gosselies pour se rassembler rue de Marchiennes et se diriger vers Roux. Les glaces de Courcelles furent occupées par l'armée allemande pour la fabrication de fibres de bois. Ils en profitèrent pour retirer toutes les machines et détruire l'usine, causant un dommage de plus de deux millions. Dans la verrerie de Courcelles, ils installèrent un immense dépôt de munitions contenant jusqu'à 40 000 obus.
En août 1944, des collaborateurs des Allemands, les rexistes, se livrent à Courcelles à un massacre de civils.
À la suite de la fusion des communes, Courcelles a été fusionnée avec Gouy-lez-Piéton, Souvret et Trazegnies.

## Armoiries
|  | Blason de Courcelles, accordé en 1914, confirmé après la fusion de communes. Ce sont les armoiries des derniers seigneurs de Courcelles, les marquis de Chasteler, seigneurs du lieu de la fin du XVIIe siècle à 1795. Blasonnement : D'argent à la bande de gueules accompagnée en chef d'un lion de sable armé, lampassé et couronné d'or. - Délibération communale : 30 juin 1981 - Arrêté royal : 6 mai 1982 - Moniteur belge : 18 juin 1982 |

## Politique et administration

### Conseil et collège communal 2024-2030
Ci-dessous, le tableau des résultats des élections communales de 2024.
| Parti | Parti            | Voix (2024) | Voix (2018) | % (2024) | % (2018) | +/-    | Sièges  | +/- | Collège |
| ----- | ---------------- | ----------- | ----------- | -------- | -------- | ------ | ------- | --- | ------- |
|       | ECOLO            | 940         | 2.086       | 5,47%    | 11,95%   | 6.48 % | 1 / 31  | 2.0 | Oui     |
|       | LES ENGAGÉS      | 1.480       | -           | 8,62%    | -        | 1.03 % | 2 / 31  | 1.0 | Non     |
|       | CDH              | -           | 1.325       | -        | 7,59%    | 0.0 %  | - / 31  | 0.0 | Non     |
|       | PS               | 4.207       | 4.186       | 24,49%   | 23,98%   | 0.51 % | 8 / 31  | 0.0 | Non     |
|       | BOURGMESTRE      | 9.532       | 8.825       | 55,49%   | 50,55%   | 4.94 % | 20 / 31 | 2.0 | Oui     |
|       | DéFI             | 503         | 1.036       | 2,93%    | 5,93%    | 3.0 %  | 0 / 31  | 1.0 | Non     |
|       | Liste Vandenhove | 516         | -           | 3,00%    | -        | 0.0 %  | 0 / 31  | 0.0 | Non     |
| Total | Total            | 17 178      | 17 458      | 100 %    | 100 %    |        | 31      |     |         |

| Collège communal   |                   |                                   |
| ------------------ | ----------------- | --------------------------------- |
| Bourgmestre        | Caroline Taquin   | MR - Liste "BOURGMESTRE"          |
| 1er Échevin        | Joël Hasselin     | MR - Liste "BOURGMESTRE"          |
| 2e Échevin         | Hugues Neirynck   | MR - Liste "BOURGMESTRE"          |
| 3e Échevine        | Sandra Hansenne   | MR - Liste "BOURGMESTRE"          |
| 4e Échevine        | Sophie Renaux     | MR - Liste "BOURGMESTRE"          |
| 5e Échevine        | Johan Pétré       | Les Engagés - Liste "BOURGMESTRE" |
| 6e Échevine        | Christel Plisnier | Liste "BOURGMESTRE"               |
| Présidente du CPAS | Hedwige Dehon     | Ecolo                             |

### Liste des bourgmestres de 1813 à aujourd'hui
- Pierre-Alexandre Monnoyer (1813-1836).
- Charles Monnoyer (1848-1852).
- Désiré-Joseph Nicaise, bourgmestre et notaire (1854-1873).
- Antoine Carnière, bourgmestre et médecin (1873-1876).
- François-Philippe Monnoyer (1876-1895 et 1904-1911).
- Floris Lagneaux (1896-1903).
- Henri Lagneau (1912-1921).
- Henri Dewiest (1921-1926)[36].
- Constant Druine[37] (Socialiste) (1926-1940).
- Auguste Adam (1940-1945).
- Joseph Tordeur (Socialiste) (1946-1947 et 1952-1958).
- R. Baudoux (Socialiste) bourgmestre et médecin (1947-1952).
- L. Sampos (Socialiste) (1958-1964).
- Ernest Glinne (Socialiste-ECOLO-RWF) : bourgmestre et député  (1965-1977 et 1983-1984).
- André Trigaut (1989-2006).
- Axel Sœur (2007-2012) (PS).
- Caroline Taquin (MR) : bourgmestre depuis 2012 et députée fédérale.

### Jumelage
La ville est jumelée avec :
- Guémené-Penfao (France) depuis le 21 septembre 1958[38],[39],[40].
- Artogne (Italie) depuis 1999[41],[38].
- Abondance (France) depuis 2015[42],[43],[41],[44].
- Kenty (Pologne)[40].

## Patrimoine et culture

### Patrimoine
- Liste du patrimoine immobilier classé de Courcelles.

#### Édifices religieux
- Église Saint-Lambert (Courcelles-Petit). Érigée entre 1834 et 1838 selon les plans de l'architecte Kuypers, dans un style néo-classique[45].
- Église Saint-François d’Assise (Courcelles-Sarty). Construite en 1904 dans un style néo-gothique par l'architecte Leborgne.[46], [47].
- Église Saint-Luc (Courcelles-Forrières). Édifice néo-gothique érigé en 1878 par l'architecte Simon[48].
- Église Notre-Dame du Rosaire (Courcelles-Motte). Construite en 1883 dans un style néo-gothique[49]. Le clocher fut achevé en 1906[50], [47].

#### Édifice civils
- Hôtel de Ville. Édifice de style néo-renaissance, construit en 1907 par les architectes Simon et Bridoux[51]. Ce bâtiment est doté d'un beffroi. L'ancienne maison communale était située au Petit-Courcelles, installée dans l'ancien presbytère[52].
- La posterie. Ancien relais de poste du XVIIe siècle.[53], devenu un centre culturel.
- Château de Miaucourt. Construit par le baron Drion-Houtard en 1875 et acquis en 1905 par les religieuses de l'Adoration du Sacré-Cœur, l'établissement a été fermé à la suite des événements de 1940[54].
- L'école communale du Trieu. Une ancienne école industrielle fondée en 1897 et inaugurée en 1899[55]. Edifice de style néo-classique[49]. Le bâtiment a été démoli en 2022 pour cause de menaces sur les enfants de l'école voisine[56].
- Château d'eau. La première pierre a été posée le 1er décembre 1929 et la construction s'est achevée en juillet 1930[57]. Il est situé rue du Château d'Eau.
- Ancien château de Rianwelz. Édifié dans la seigneurie portant son nom, il est passé entre les mains de la famille de la Hamaide au XVIe siècle, puis de celle de Chasteler au XVIIe siècle[48]. Ce château se situe rue François de Chasteler.
- Ferme du Grand Hamal. Du nom de l'ancienne seigneurie dans laquelle elle fut bâtie, remontant au XVIIe siècle[46]. Elle se situe rue Grand Hamal.
- Vestiges du puits no 1 du charbonnage de Monceau. Ensemble de bâtiments industriels des XIXe et XXe siècles[49]. Il se situe rue Sart-lez-Moulin.
- Vestige de la ferme du Petit Hamal. Bâtisse datant du milieu du XVIIIe siècle, modifiée aux XIXe et XXe siècles[58]. Il se situe rue Trieux du Brabant.
- Ferme de Bellevue. Groupe de bâtiments indépendants en forme de « U », de style néo-classique, daté de 1835 d'après les ancres visibles sur la façade[59]. Il se situe rue de Viesville.

### Monuments
- Monument « A nos morts ». Inauguré le 21 juillet 1923[60]’[61]. Il se situe en face de l'hôtel de ville.
- Monument à Jean Friot, inauguré en 1921. Il se situe rue Jean Friot.
- Monument à la « Gloire du Mineur », inauguré 16 octobre 1982, il se situe place Roosevelt.
- Monument au l'homme d'état chilien Salvador Allende, inauguré en 14 septembre 1975. Il se situe au square du même nom.
- Monument « Hommage aux Régiments Cyclistes Frontière », élevé à la jonction des rues Baudouin 1er et du Temple.
- Monument Abbé Bougard, élevé à côté de l'église Saint-Lambert.
- Monument du Rognac en souvenir des victimes de la tuerie de Courcelles le 18 août 1944.
- Plaque apposée sur la maison dans la cave de la quelle furent rassemblés les victimes de la tuerie de Courcelles le 18 août 1944, rue de la Paix.
- Sur l'esplanade de l'hôtel de ville se trouvent les monuments : « A nos Héros 1914-1918 et 1940-1945 », En hommage aux prisonniers de guerre de Courcelles 1940-1943 et la plaque des déportés de 1914-1948 et de 1940-1945 imposée sur l'hôtel de ville[62].

#### Environs

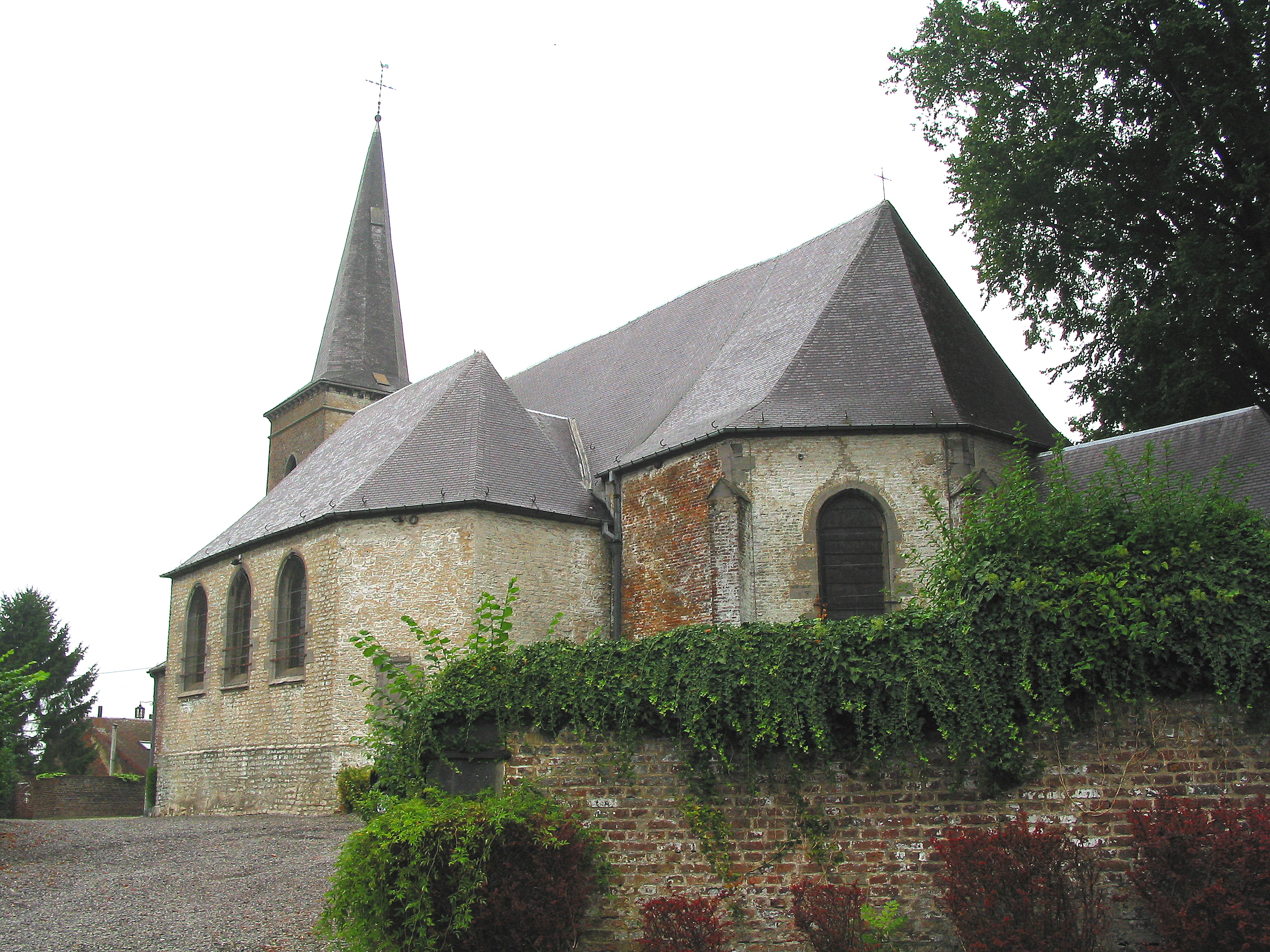
Église Saint-Martin de Trazegnies, (avant restauration).

- Église Saint-Barthélemy (Souvret). Édifice néo-gothique bâti en 1882 par l'architecte Simon[63].
- Église Saint-Martin (Gouy-lez-Piéton). Edifice remontant au XVIe siècle, remanié et agrandi au XVIIIe siècle et restauré en 1926[59].
- Église Saint-Martin (Trazegnies). Edifice remontant aux XVIe et XVIIe siècles, restaurée au XIXe siècle[64] et en 2020[65]. Dans cette église se trouve les gisants de Gillion-Othon 1er, Jacqueline de Lalaing, Jean III et Isabeau de Werchin[66].
- Ancienne maison communale de Trazegnies. Construite en 1911[67] en style néo-renaissance comprenant un beffroi.
- Château de Trazegnies. Ancienne propriété de la famille de Trazegnies de 1136 à 1862[68].

### Culture et folklore

#### Culture

##### Philatélie
Club Philatélique « Phila 2000 Courcelles », fondé le 10 janvier 1998, un club qui était affilié à la fédération Royale des Cercles Philatélique de Belgique.

#### Centre culturel
La Posterie, centre culturel.

##### Bibliothèque
Bibliothèque communale, rue Philippe Monnoyer.

#### Événements culturels
Au mois de décembre se déroule des Fééries de Courcelles (marché de Noël et artisanal).

#### Folklore
La commune est traversée par le Tour de la Madeleine, procession qui se déroule le dimanche le plus proche du 22 juillet.

## Enseignement

### Ecoles communales
- École fondamentale communale du Petit-Courcelles[72].
- École fondamentale communale du Trieu[72].
- École fondamental communale de Reguignies[72].

### Ecoles Libres
- École Saint-Lambert[73].
- École de la Motte.
- École Saint-François d'Assise[74].
- École paroissiale du Sarty.
- École libre Saint-Luc[73].

### Autres
- Epsis Les Murets[75].
- Académie de Musique, des Arts de la Parole et du Théâtre de Courcelles[76].
- École industrielle et commerciale de Courcelles[77].

## Économie

### Charbonnages

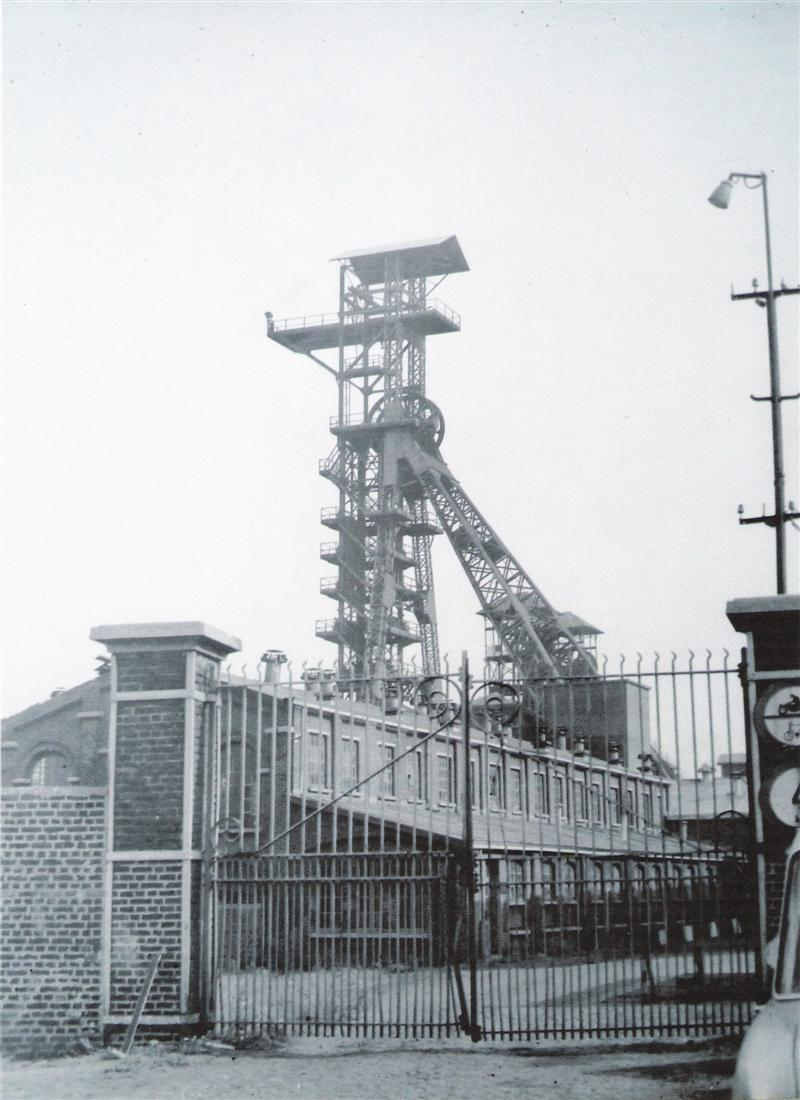
Le charbonnage du 6 Périer à Souvret.

Vers 1650, dans le bois de Miaucourt, on commença à extraire de la terre-houille. Plus tard, à Wartonlieu, La Motte, Sartis et Nolichamps, on découvrit des affleurements de charbon, et les anciens Courcellois creusèrent de petits puits, appelés « cayats », pour exploiter les têtes des veines.
En 1853, une société influente fut créée pour regrouper les diverses concessions situées sous Courcelles. Constituée sous le nom de Société Anonyme des Charbonnages du Nord de Charleroi, ses statuts furent approuvés par Arrêté Royal le 16 novembre 1853. Son siège fut établi à Sart-lez-Moulin. La concession couvrait environ 729 hectares, auxquels s’ajoutaient Miaucourt et Gripelotte avec 127 hectares, Trieu de la Motte avec 218 hectares, et Monceau-Fontaine, apport de la société générale, avec 30 hectares, pour un total d’environ 1 104 hectares.
La Société du Nord de Charleroi disposait initialement de trois puits : 1, 2 et 3. Le puits no 1, considéré comme insignifiant, était déjà abandonné en 1850 ; il avait été creusé en 1833 et mesurait 207 mètres de profondeur. Le puits no 3 fut foré en 1843, atteignant d'abord 210 mètres, puis 410 mètres, et finalement environ 700 mètres.
Le siège no 4 compte deux puits creusés en 1854, abrités dans le même bâtiment. Utilisés pour l'extraction du charbon, ils ont été approfondis successivement à 240, 370 et 500 mètres. Le puits no 5, situé à Reguignies, a été creusé jusqu'à 136 mètres en 1856 et cédé à la société de Falnuée en 1895. Quant au puits no 6, appelé « Joseph Périer » en hommage au président du conseil d'administration, il a été « avalé » sur le territoire de Souvret en 1867. Tous les sièges d'extraction de cette puissante société sont reliés par des chemins de fer aux stations de Monceau, Roux et Courcelles-Centre.
La société autrefois appelée « Falnuée » avait reçu une concession en 1736, complétée par une extension accordée par décret impérial les 11 janvier et 22 octobre 1808 (concession de Reguingnies et de Wartonlieu). La Société de la « Motte », dirigée en 1815 par M. Hubeau, l'un des concessionnaires, eut une existence très brève, car elle fut rapidement absorbée par celle de Falnuée.

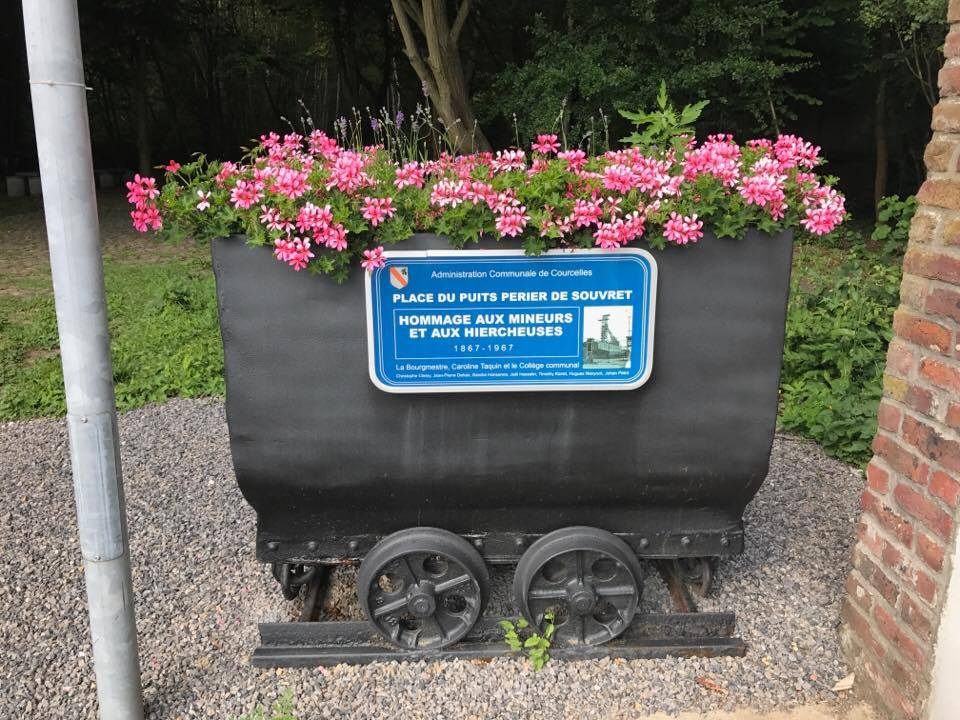
Plaque d'hommage aux mineurs et hiércheuses, place du Puits Périer.

La Société de « Benne sans Fosse » fut accordée par le marquis de Chasteler, seigneur de Courcelles, en 1776, mais l'exploitation avait été lancée par Philippe Mascaux et Adrien Lemaître dès 1757.
En 1900, trois sociétés anonymes exploitaient en grande profondeur : Sart-lez-Moulin par les puits numéros 1, 2, 3, 4, 5 et 6 (ce dernier situé à Souvret). Le puits no 1 fut abandonné et le no 5 cédé à la société de Falnuée. Cette dernière avait creusé plusieurs puits, mais il n'en resta que trois : Sainte-Rosette, rue du Nord ; Saint-Nicolas, à Réguignies ; et Saint-Hyppolite, à Wartonlieu. Quant au puits des Rosières, creusé en 1902, il fut fermé en 1908 lorsque la société entra en liquidation. La société de Courcelles-Nord, quant à elle, avait creusé les puits numérotés de 1 à 8, mais seuls les puits 1, 3, 6 et 8 exploitèrent le charbon, le no 1 devenant une fosse de réserve. En 1926, la société de Courcelles-Nord a extrait 308 430 tonnes de charbon dans le Nord de Charleroi, 417 000.

### Industries divers
Autrefois, les habitants se consacraient à la fabrication de clous. La plupart des maisons possédaient une petite forge, permettant aux Courcellois de produire leurs propres clous. Cette industrie artisanale a commencé à décliner autour de 1840 et a disparu complètement en 1850 avec l'apparition d'une clouterie mécanique.
En 1853, la société connue sous le nom des Verreries de Gosselies fut fondée. En 1870, une glacerie y fut construite, mais face à l'augmentation de la concurrence et du nombre de glaceries, les Glaces de Courcelles durent déposer leur bilan. La société fut alors rachetée par un groupe américain.
La commune de Courcelles, située dans le bassin de Charleroi, possède un sous-sol riche en argile, idéal pour la fabrication de briques. En 1860, tous les hommes y travaillaient comme briquetiers.
Au XIXe siècle, il existait également plusieurs brasseries réputées.
La commune a joué un rôle important dans le développement industriel de la région. Courcelles s'est transformée en une commune résidentielle avec un parc d'activités économiques regroupant des petites et moyennes entreprises dynamiques en plein essor.

### Marchés
- Courcelles :
  - Chaque mercredi et samedi matin sur la place Roosevelt (place du Trieu).
- Trazegnies :
  - Chaque jeudi matin sur la place Larsimont.
- Souvret :
  - Chaque lundi matin sur la place de la Baille.

### Santé

#### Maisons de repos
Résidence Ernest Glinne, rue de la Jonquière. Maison de repos, maison de repos et de soins L'Heureux Séjour, rue de la Ferme, Centre Spartacus Huart, rue Baudouin 1er.

#### Centre médical
Centre Médical de Courcelles, faisant partie du Grand Hôpital de Charleroi, rue Philippe Monnoyer.

### Transports

#### Routes
Courcelles est desservie par les autoroutes :
- Autoroute E42 (Mons–Charleroi–Namur–Liège) : sortie 17 (Roux Courcelles-Gouy).
- Autoroute A54 (Nivelles-Charleroi) : sortie 22 (Courcelles-Gosselies).

Courcelles est desservie par les nationales :
- N582 (Fontaine-l'Evêque-Gosselies).
- N584 (Trazegnies-Monceau-sur-Sambre).

#### Bus
TEC Charleroi :
- Lignes 41-42 : Charleroi-Jumet-Roux-Courcelles-Gosselies-Charleroi.
- Lignes 43-83 : Charleroi-Trazegnies-Courcelles-Charleroi.
- Lignes 50-51 : Charleroi-Jumet-Gosselies-Luttre-Gouy-Marchienne-au-Pont-Charleroi.
- Ligne 63 : Charleroi-Gosselies-Fontaine-l’Evêque.

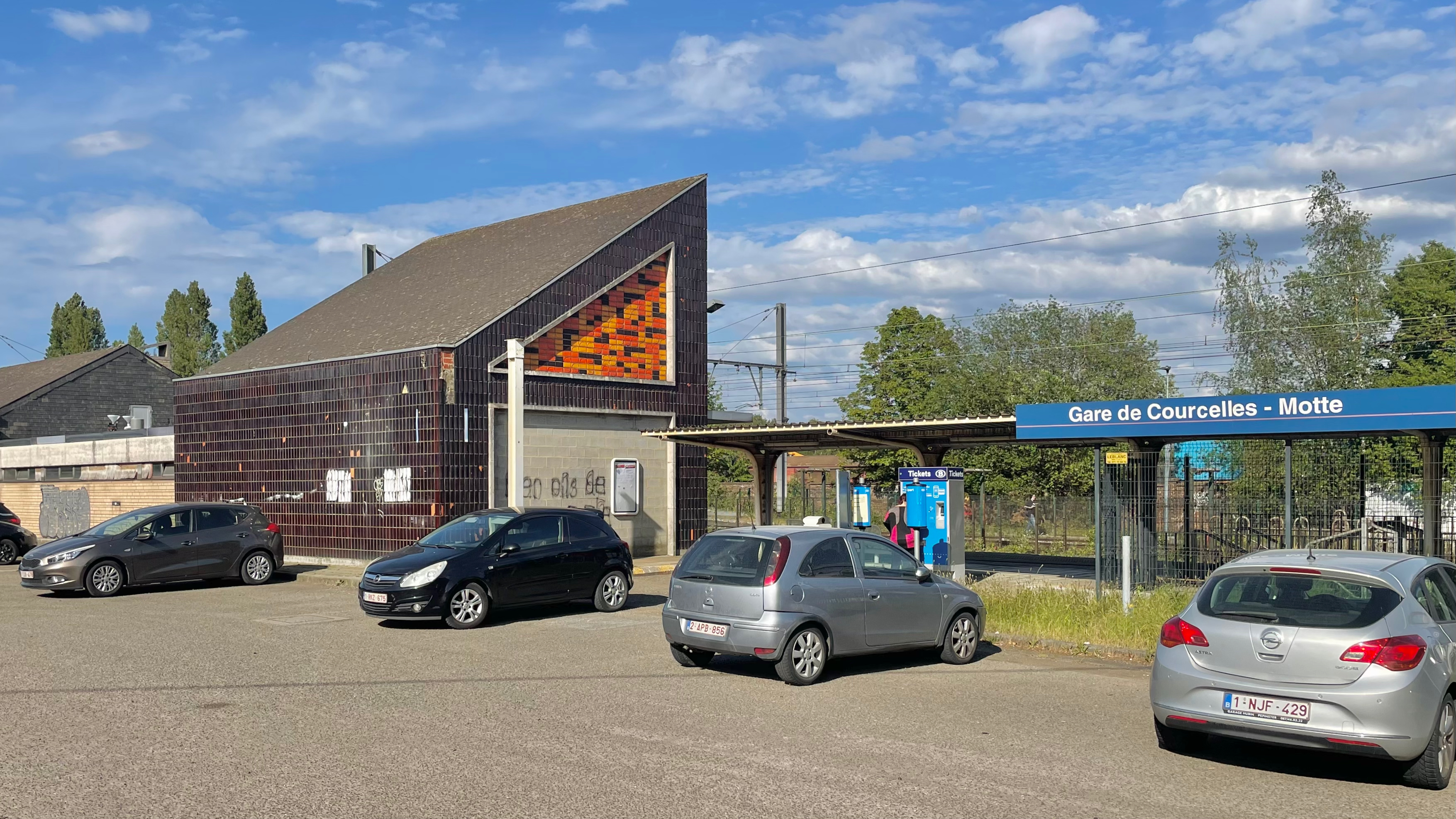
La gare de Courcelles-Motte.

TEC Hainaut :
- Ligne 82 : Mons-Trazegnies.
- Ligne 167 : La Louvière-Luttre.La gare de Courcelles-Motte.

### Train
Gare de Courcelles-Motte.

## Sports et vie associative

### Sports

#### Événement
Le Six Périer Funday, Journée de la jeunesse et des sports, organisée le premier week-end de septembre sur le site de l'ancien Terril du "Six Périer" Six Périer funday.

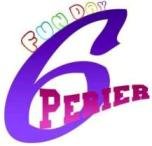
Le six Périer Funday.
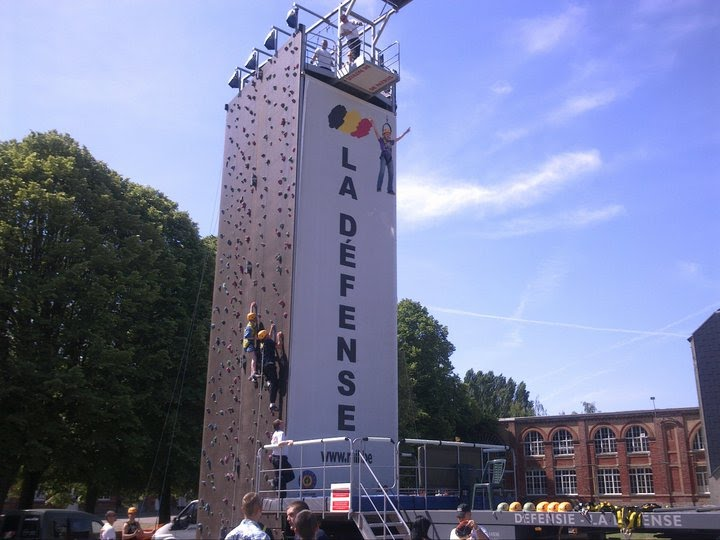
Mur d'escalade de l'armée.

#### Clubs
Castel Padel Courcelles, padel, Judo club Souvretois est un club de judo affilié à la fédération belge de judo qui lui a alloué le matricule 5071. Cette ASBL d’art martial est reconnue officiellement par le COIB (comité olympique et interfédéral belge), RUC Courcelloise (football), rue champ Falnuée.

#### Infrastructures

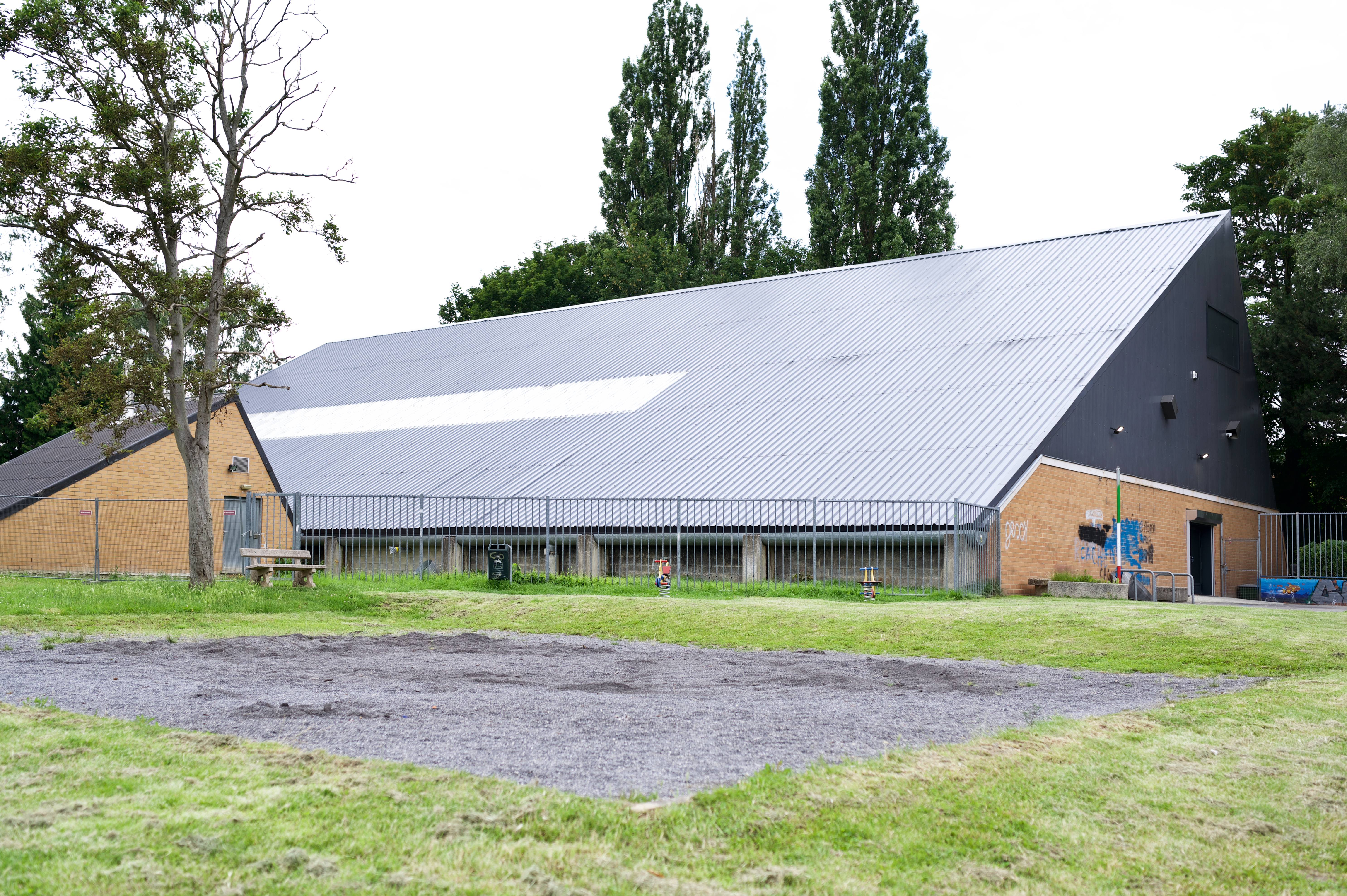
L'ancienne piscine construite en 1970 et transformée en salle de padel (Castel Padel Courcelles).

Stade de football, rue Champ Falnuée, piscine Hisého, rue Émile Bronchain, inauguré le 10 juillet 2024,, salle de padel, cité Guémené-Penfao.

## Personnalités

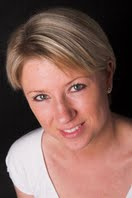
Caroline Taquin, bourgmestre.

- Adolphe Englebienne (1844-1906), maître de forges, avocat, juge de paix.
- Nestor Jonet (1849-1913), artiste peintre né à Courcelles.
- Jean Droit (1884-1961), peintre, illustrateur et écrivain français.
- Georges Glineur (1911-1997), conseiller communal communiste de 1939 à 1988, échevin des travaux de 1965 à 1970, député Pcb, ancien Doyen d'Age de la Chambre des Représentants, ancien Président de la Fédération de Charleroi du Pcb, décédé en 1997.
- Ernest Glinne (1931-2009), homme politique, Bourgmestre, Ministre et Député européen PS, ensuite Conseiller communal Ecolo.
- Jean-Jacques Rousseau, (1946-2014), cinéaste né à Souvret.
- Axel Hirsoux, (1982-), chanteur.
- Loïc Nottet, (né en 1996) chanteur originaire de Souvret.